# جوئل انجل (آهنگساز)
جوئل انجل (انگلیسی: Joel Engel؛ 28 April [O.S. 16 April] 1868 – ۱۱ فوریهٔ ۱۹۲۷) آهنگساز، نقاد، آموزگار، بنیانگذار جنبش موسیقی هنری یهودی اهل قیمومت بریتانیا بر فلسطین بود. وی بین سال‌های ۱۹۰۰ تا ۱۹۲۷ میلادی فعالیت می‌کرد.